# عين المخانزة (كبكب)
عين المخانزة هو دُوَّار يقع بجماعة عين بوعلي، إقليم مولاي يعقوب، جهة فاس مكناس في المملكة المغربية. ينتمي الدوّار لمشيخة كبكب التي تضم 28 دوار. يقدر عدد سكانه بـ 355 نسمة حسب الإحصاء الرسمي للسكان والسكنى لسنة 2004.

## روابط خارجية
- البوابة الوطنية للجماعات الترابية
- المندوبية السامية للتخطيط